# Porrat de Sant Blai de Potries
El Porrat de Sant Blai de Potries es la fiesta grande de este municipio de la comarca de la Safor de la Comunidad Valenciana, en la que se llevan a cabo diversos actos de tres tipologías: Mercado tradicional, feria y actos religiosos.
Forma parte de la Ruta dels Porrats de la Mancomunitat de Municipis de la Safor (Oliva, Benirredrà, la Font d'en Carròs, Potries, Ròtova, Tavernes de la Valldigna y l'Alqueria de la Comtessa).

## Historia
En territorio valenciano el culto a San Blas no era un fenómeno extraño: se documenta su devoción en Burriana ya desde los primeros momentos de su conquista por parte de Jaime I de Aragón en 1233. En el caso de Valencia, el Sínodo Episcopal del año 1320 señala la celebración de San Blas como festividad de precepto en toda la diócesis valentina. En la colegiata de Gandía, perteneciente al ducado que lleva el mismo nombre, se sabe de la existencia de una capilla dedicada a San Blas desde el siglo XIII. Desde el punto de vista histórico, y ya respecto a la localidad de Potries, sabemos que antes de la conquista se conformaba como un núcleo de población musulmana dependiente del castillo del Rebollet. Como otros pueblos de la comarca, así continuó durante casi cuatrocientos años, de forma que sus habitantes conservaron sus costumbres y religión, pero desde entonces como vasallos bajo el dominio de los señores cristianos.
Los datos sobre los orígenes de la devoción a Sant Blai en Potries son pocos y nada consistentes. Existen diversas hipótesis o probables vías de aproximación a la figura del santo en la localidad.
1.     El culto al santo puede que lo llevara a finales del siglo XIV Gilabert de Centelles, hijo de Pedro de Centelles y Ramoneta de Riusec, y heredero de la baronía del Rebollet y Oliva. Parte de la familia de esta última procedía de la baronía de Nules, donde al igual que en la vecina Burriana, bien pronto se desarrolló el culto al santo.
2.     Puede que, a partir de 1449, cuando el condado de Oliva, donde estaba incluida Potries, es cedido por el rey Alfonso el Magnánimo a Francesc Gilabert de Centelles, familia valenciana, que formaba parte de su corte y que lo acompañó muy de cerca en sus campañas, pudo profundizar en el culto a Sant Blai, propio de la ciudad de Maratea, Amalfi o Ragusa, esta última en Sicilia. De hecho, en Oliva se celebra la festividad a Sant Blai, con un porrat el día 3 de febrero.
3.     Quizás el origen esté en la segunda mitad del siglo XVI, en un contexto posterior a las Germanías y las conversiones forzadas de musulmanes, cuando un espíritu evangelizador recorrió el territorio valenciano, en especial entre las comunidades de cristianos nuevos. Este espíritu se hizo sentir de una manera particularmente fuerte en la Safor, con el arraigo de jesuitas, dominicos y franciscanos, pero también con figuras de un gran calado entre la población, como el posterior san Francisco de Borja y el beato Andrés Hibernón.
4.     La cuarta hipótesis considera que el culto llegaría a Potries en torno al 1609, fecha de expulsión de los moriscos. En el siglo XVI residían los Boamit, una familia morisca, rica y muy influyente por sus negocios variados, que a buen seguro ostentaron algún tipo de autoridad pública pero también religiosa en las comunidades locales a las que pertenecían. No es casual, pues, que al menos desde 1611, Pere de Borja, aspirando a poseer los territorios de la baronía del Rebollet después de una serie de complicados pleitos, se instalara en Potries, justo cuando se acababa de construir un palacio rural precisamente en la casa de al lado de los Boamit, en lo que hoy es la casa consistorial del municipio. Para consolidar su prestigio ante los posibles nuevos vasallos, Pere de Borja podría haber hecho llegar la reliquia y el culto de Sant Blai. En cualquiera de los casos, lo que sí que es cierto es que en 1574 se crea la parroquia de Potries bajo la advocación de los Santos Juanes, ya independiente de Oliva, pero no tenemos ningún elemento para afirmar o negar la existencia de un altar o capilla consagrados a Sant Blai desde estos momentos de finales del siglo XVI, o si en cambio se hizo más adelante. A pesar de esto, es indudable que este edificio constituirá desde entonces el nuevo referente espiritual del municipio.
5.     La quinta y última hipótesis es que el culto a Sant Blai tenga una fecha posterior a 1609, cuando nuevas poblaciones cristianas llegadas de los reinos de València y Castilla se instalaron en la comarca, y por tanto en Potries, para repoblar las tierras vacías de moriscos.
Un último dato sobre la devoción a Sant Blai en Potries la tenemos en una estampita que actualmente se conserva en la colección de imágenes del Ayuntamiento. Dudamos sobre su fecha de impresión, que podría ser del siglo XIX o de principios del XX. Lo que tiene de interesante es que en la parte de atrás, donde consta la letra de los gozos, y a modo de nota a pie de página, figura este escrito: «El Ilmo. Sr. D. Andrés Mayoral, Arzobispo de Valencia, concedió 40 días de indulgencia a quien rezare al Santo un Padrenuestro y un Avemaría como devoción». Andrés Mayoral ejerció de arzobispo de València desde 1738 hasta 1769, por lo cual la celebración de la fiesta de Sant Blai ya estaría consolidada en Potries entre estas fechas de mitad o finales del siglo XVIII, hasta el punto de que se concedieron indulgencias a los fieles que participaron devotamente. Justo en los momentos en que se fecha la primera estampita que se conserva de Sant Blai en Potries, tenemos también el testimonio de una serie de artículos que aparecen en el diario El Litoral, publicado en Gandia el 6 de febrero de 1881.
Ya hemos visto de cuándo datan las as primeras noticias escritas del porrat de Sant Blai, de Potries, además, junto con la impresión de las primeras estampitas, ya a finales del siglo XIX o principios del XX, tenemos los testimonios primigenios de lo que debía de ser la fiesta hace más de cien años: desde el punto de vista religioso, una devoción a la reliquia totalmente arraigada en la comarca; desde el punto de vista festivo, una celebración consistente en la presencia de paradas de dulces, música y juego.
En los años veinte del siglo XX se intentó sacar en procesión al santo por el pueblo, pero que no se repitió porque le echaban todo tipo de dulces a la imagen (golosinas, peladillas, etc.). Fue en los años setenta del siglo pasado cuando el nuevo rector del pueblo, Josep Escrivà Gregori, introdujo la costumbre de encargar los panecillos en el horno del pueblo y bendecirlos durante la misa, para repartirlos al acabar entre los fieles. De todas formas, se dice que los propietarios del horno de la calle Boamit, José Guillem Morant y su mujer, siempre han dado los panecillos a la iglesia para la celebración. Ya desde la calle Mayor, antigua calle de la Carnicería, empezaban a situarse a una parte los puestos del porrat, donde vendían fundamentalmente golosinas, juguetes, turrones y frutos secos, extendiéndose por la plaza del País Valenciano, antigua plaza Mayor.
Está documentado que en los años sesenta se colocó alguna atracción y algún puesto disperso del porrat en la subida de la ermita, aunque tal y como se ve en fotografías anteriores, de mitad de la década de 1910, los puestos se situaban en la plaza Mayor. Por la plaza del País Valenciano instalaban los tradicionales puestos de casetas de tiro, de barcas o de sillas, y ya en los años setenta vinieron los coches de choque, los carruseles, las norias y las tómbolas, que empezaron a ocupar la avenida Constitución, antigua calle del Barranc.
El siguiente cambio sustancial en la fiesta tal y como la conocemos en la actualidad se produce en los años 90, cuando desde el mismo ayuntamiento se vio la necesidad de elaborar un programa para organizar la avalancha de personas que asistían a Potries. La cuestión de fondo se encontraba en lo que posteriormente se denominará «semana escolar», y es que muchos centros educativos de la comarca inundaban las calles de la localidad los días de fiesta, y como resultado, el pueblo se colapsaba y los asistentes no podían disfrutar plenamente del porrat. Es de este modo como se inauguran una serie de visitas coordinadas por parte del Ayuntamiento la semana previa al porrat, así como la semana cultural. Los centros educativos que participan desde entonces provienen de Oliva, la Font d’en Carròs, Almoines, Bellreguard, Gandia, Villalonga, Rafelcofer o Beniarjó, algunos de los cuales repiten año tras año, puesto que la visita al porrat se incluye dentro de las actividades escolares programadas.
Ya a principios de los 2000, se decide incluir las actividades musicales nocturnas. En 2014 tuvo lugar por primera vez la representación de la obra de títeres Sant Blai i la seua relíquia, actividad que no ha hecho más que consolidarse a lo largo de estos últimos años. Otro hito lo encontramos en 2016, cuando después de una minuciosa restauración, se incluyen entre las actividades predilectas de los asistentes al porrat la visita guiada a la Casa Consistorial y la Cassoleria, siguiendo otra tradición no escrita de visitar la primera durante cada porrat, aunque estuviera cerrada.
Su celebración se realizó de manera continuada a lo largo los años, sin interrupción, hasta la llegada de la pandemia de COVID-19.
En el año 2007, según la resolución de 18 de abril de ese mismo año de la Consejera de Turismo, las celebraciones constitutivas del Porrat de San Blas de Potries fueron  declaradas con el título honorífico de Fiesta de Interés Turístico Provincial de la Comunidad Valenciana.  En el año 2023, según la resolución de 21 de junio de 2023, de la Conselleria de Educación, Cultura y Deporte fue declarada  Bien de relevancia local inmaterial.  
En enero de 2024 el pleno del Ayuntamiento de Potries declaró la festividad del Porrat de Sant Blai Bien de Relevancia Local. Esta decisión es el ounto de partida para la solicitud de la declaración de la fiesta Bien de Interés Cultural (BIC) por parte de la Generalidad Valenciana. 

## Descripción
Como todo porrate, esta fiesta, muy tradicional en la Comunidad Valenciana,  es un tipo de feria que se celebra bajo la advocación de un santo, en este caso San Blas (3 de febrero), en la ermita o santuario donde se lo venera. Este tipo de fiesta tiene como característica más destacada un mercado al aire libre donde se ponen a la venta productos tradicionales, dulces y frutos secos. Esta costumbre popular se cree tiene su origen en la veneración de la sociedad agrícola a los santos, para conseguir buenas cosechas y fertilidad de sus animales. 
El Porrat de San Blas de Potríes está considerado uno de los más famosos de la comarca de la Safor.
La principal singularidad de este porrat está en la existencia de la reliquia: este rasgo es único entre todos los porrats vecinos. La reliquia es la protagonista de los actos religiosos que tienen lugar en la iglesia de los Santos Juanes, desde los cantos de los gozos hasta llevarse un recuerdo en forma de panecillo bendecido, de cirio o de estampita.
Para la fiesta el Ayuntamiento y otras instituciones locales organizan un amplio abanico de actividades mediante las cuales se trata de festejar el Santo patrón y dar a conocer el patrimonio cultural, tanto material como inmaterial, del municipio. Por ello durante los días de la fiesta mayor destacan actos como:  
- Recorridos de las rutas turísticas del municipio, donde destacan, la ruta senderista hasta Potríes, la ruta del agua, la ruta urbana por el pueblo y la cicloruta en bicicleta por el término municipal.  [9]

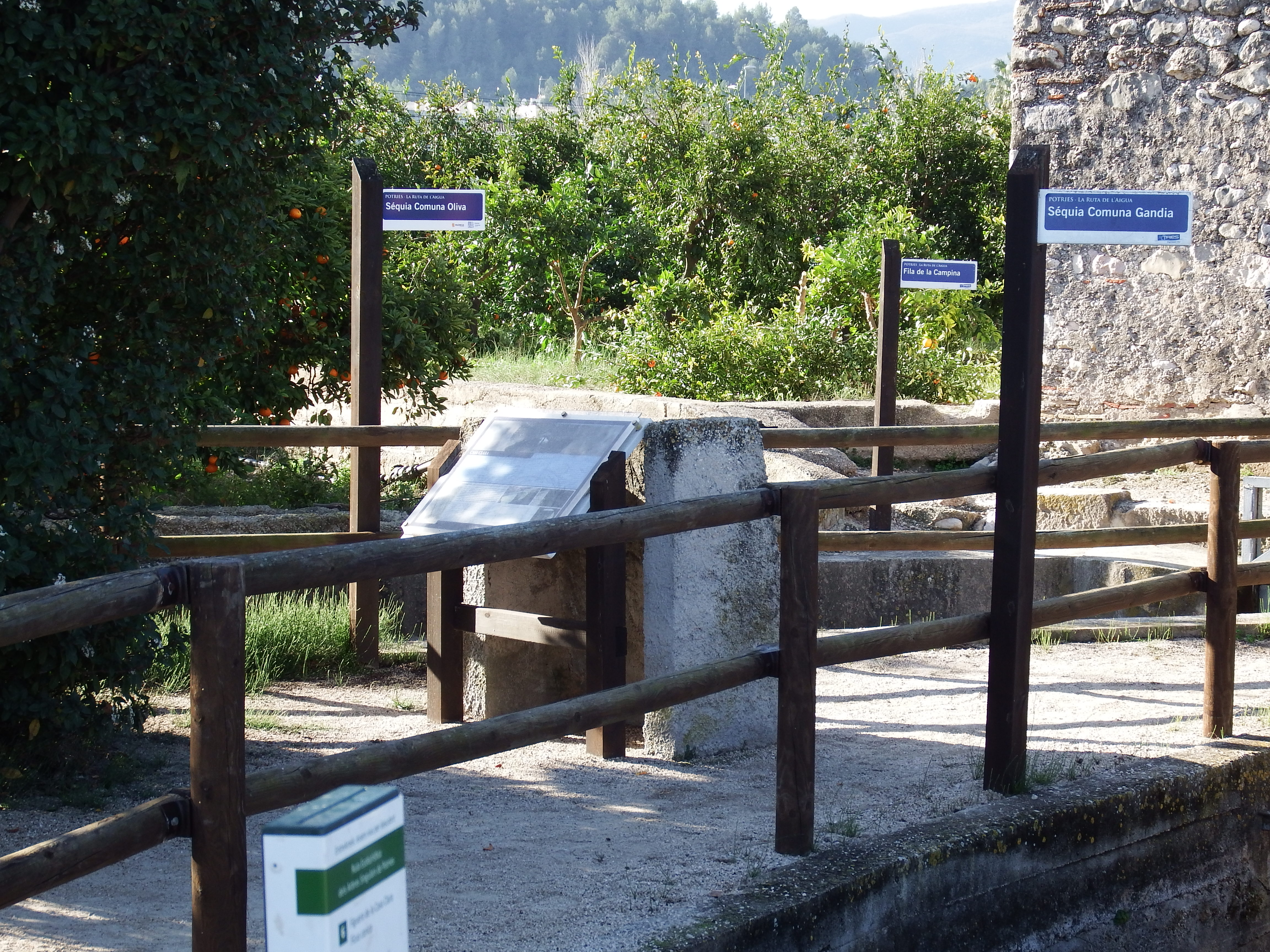
Salida de las acequias y filas del opartidor de la Casa Clara
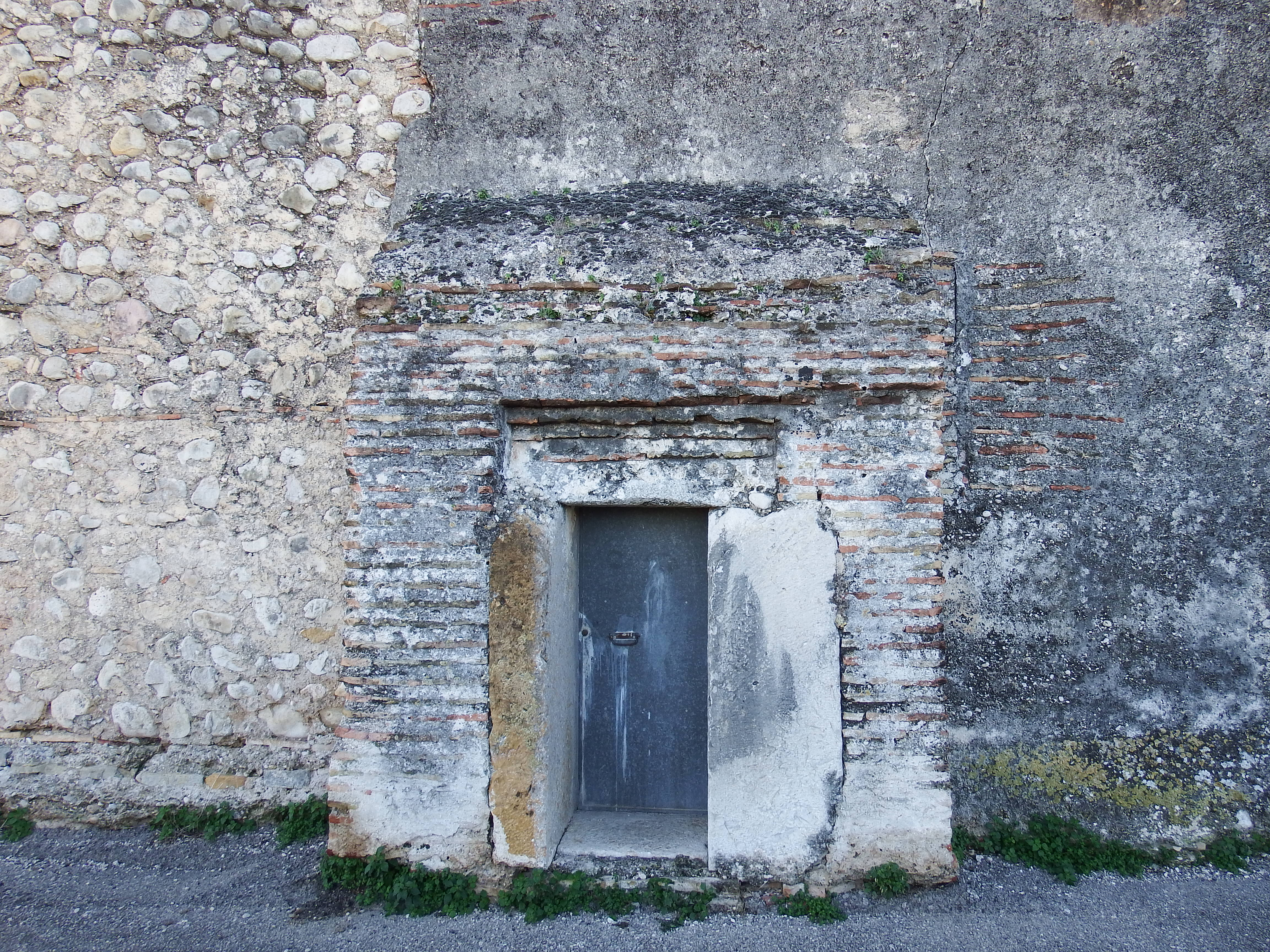
Casa clara
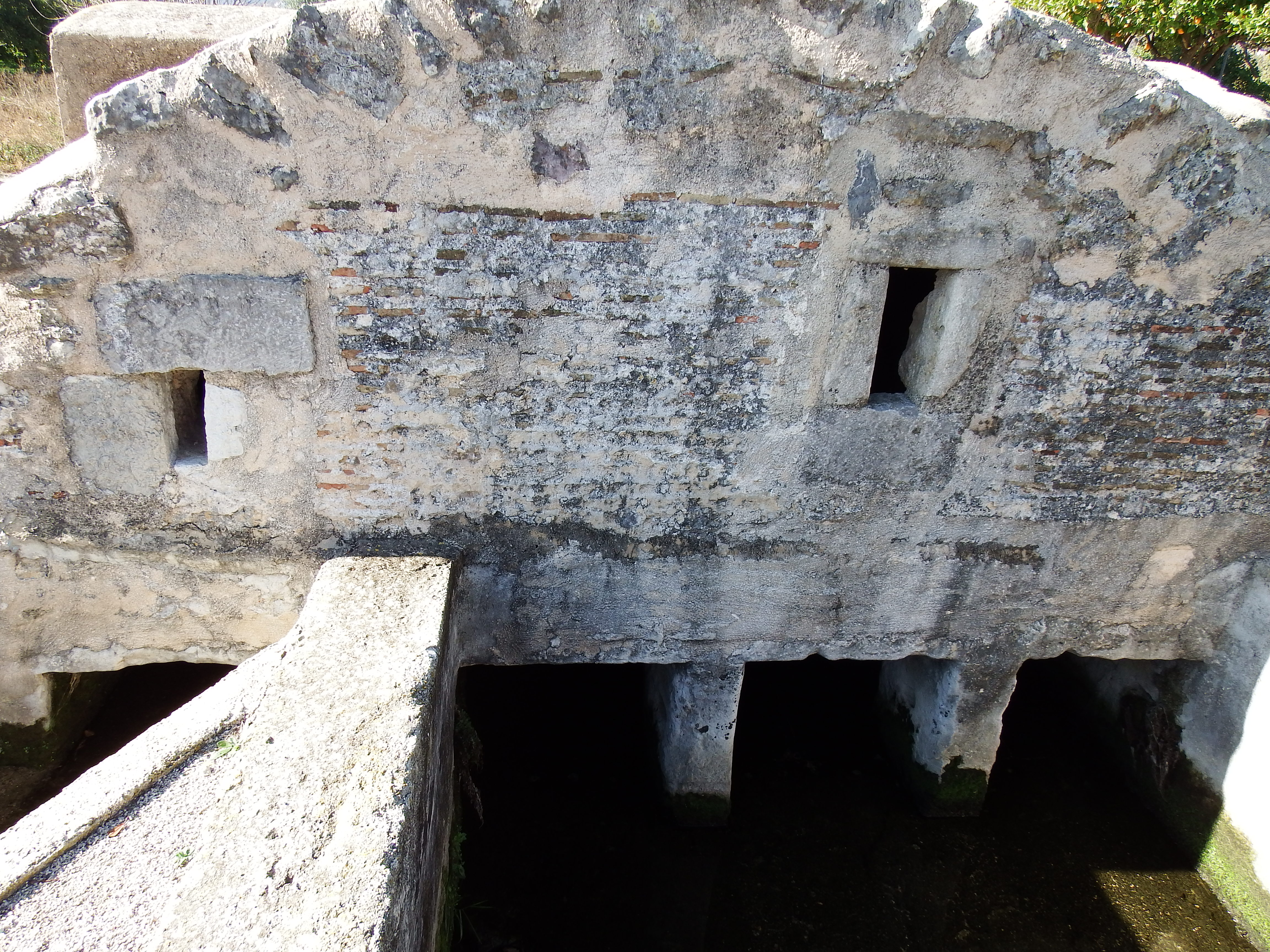
Casa Fosca
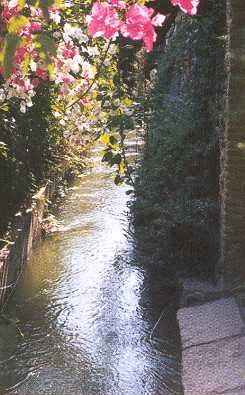
acequia en la ruta del agua
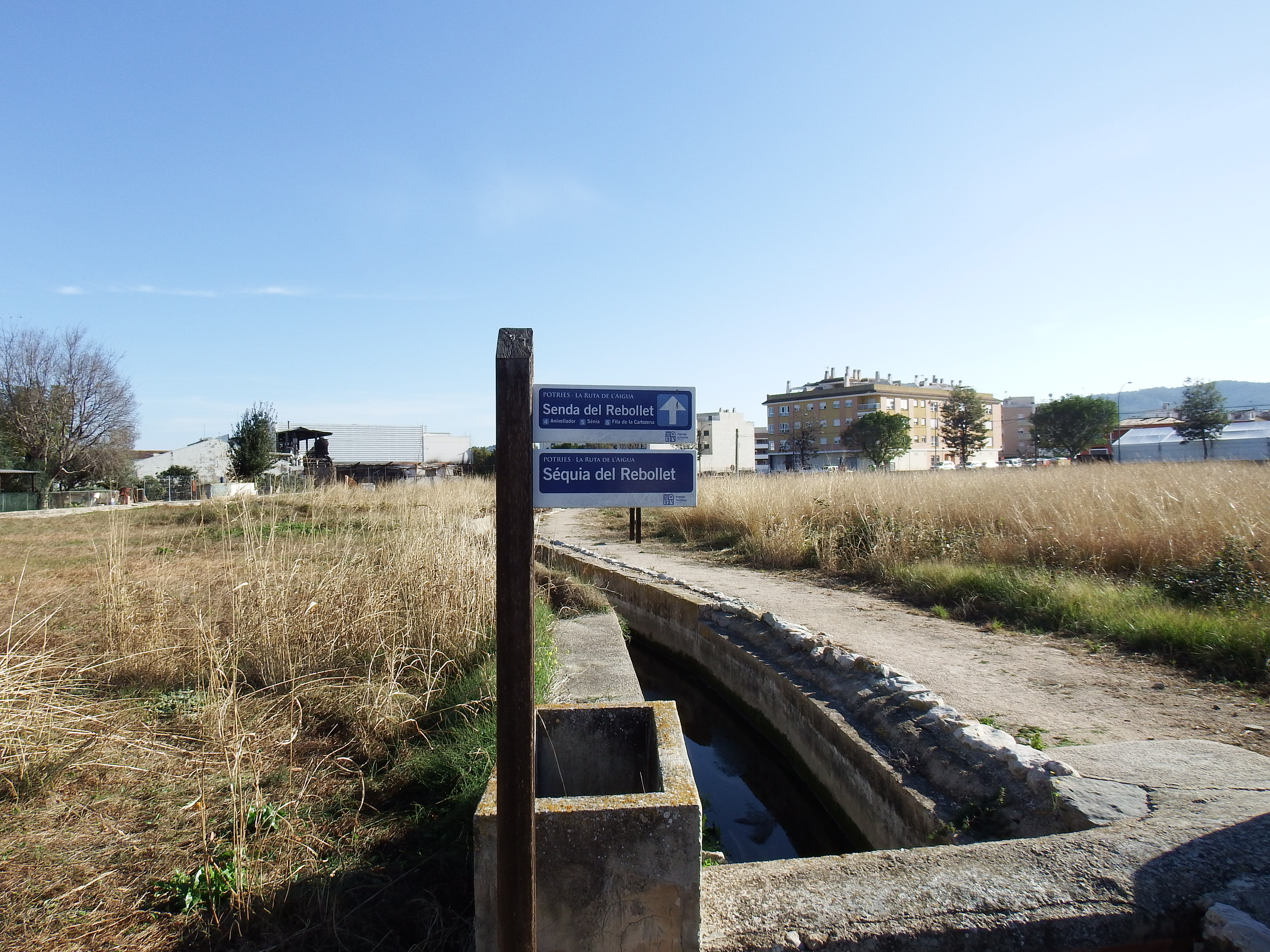
Acequia del Rebollet

- Organización de exposiciones en las que colaboran todos los vecinos como la exposición urbana de telas pintadas (que los vecinos cuelgan en sus balcones), llamada “Art al Carrer”, a cargo de la Asociación Cultural Isa de Concentaina. [9]   También se expusieron los hexágonos tejidos por cientos de mujeres de 17 municipios de la comarca valenciana de La Serranía, conocida como Hilando Vidas.  [11]

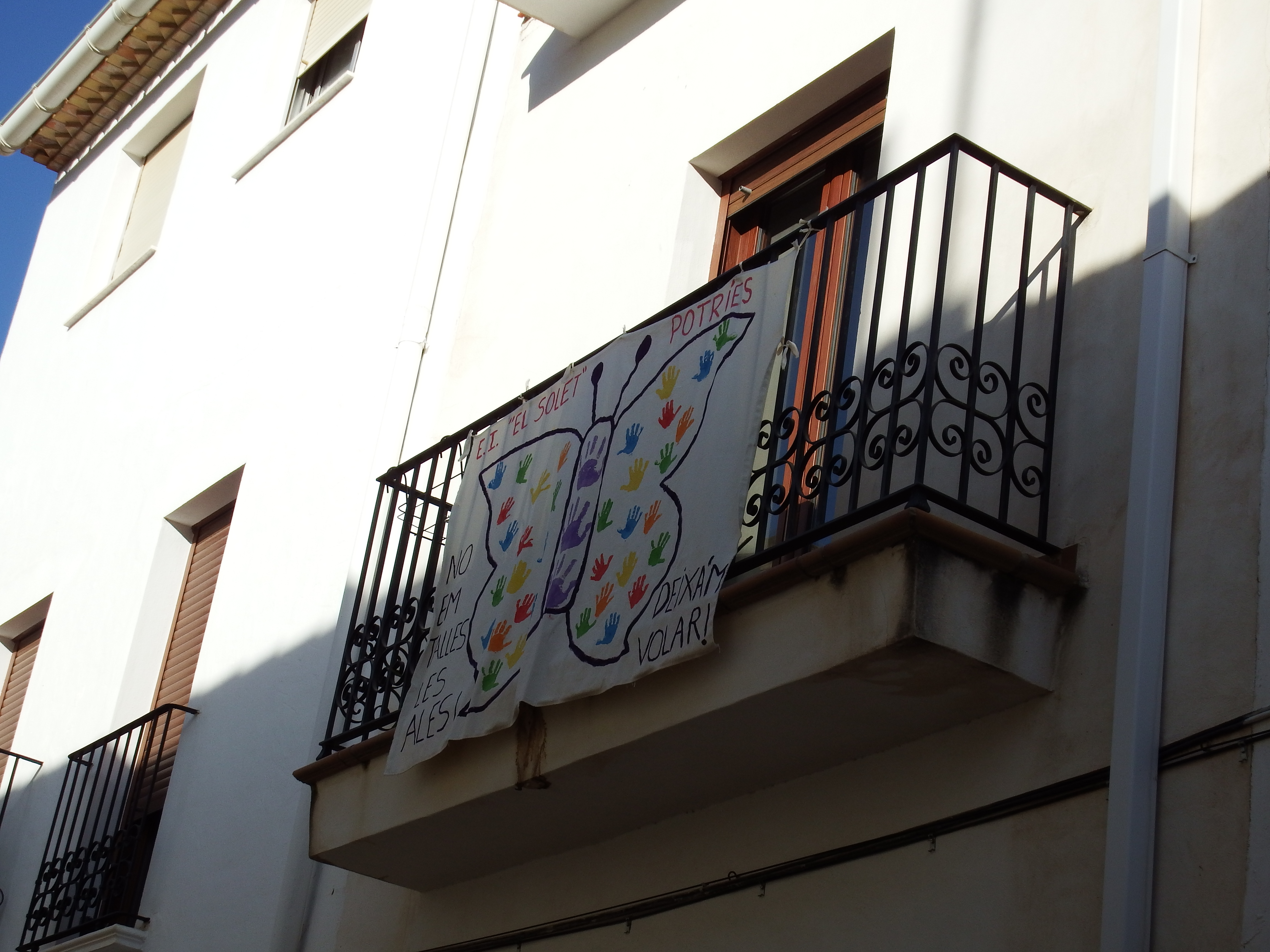
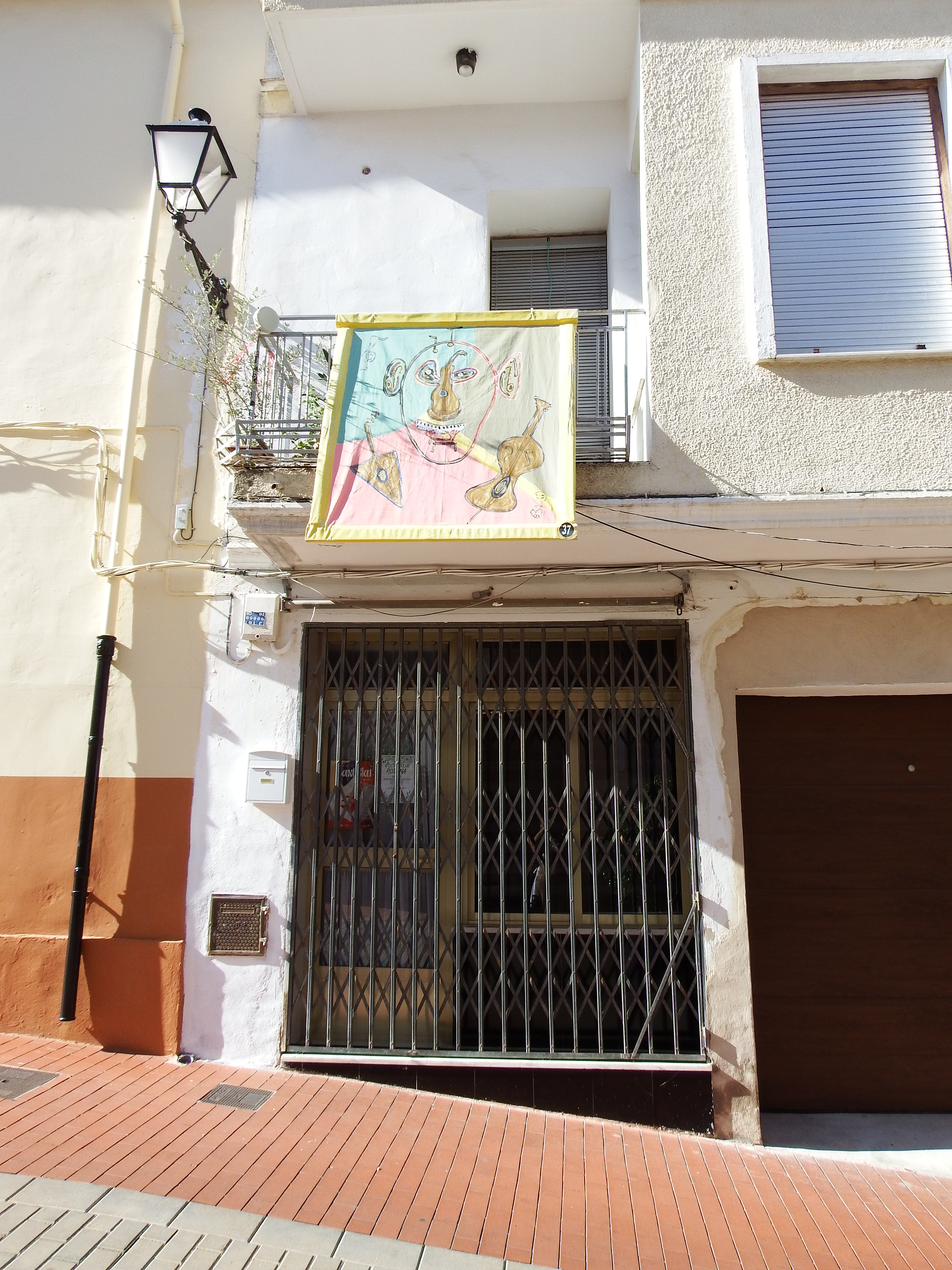
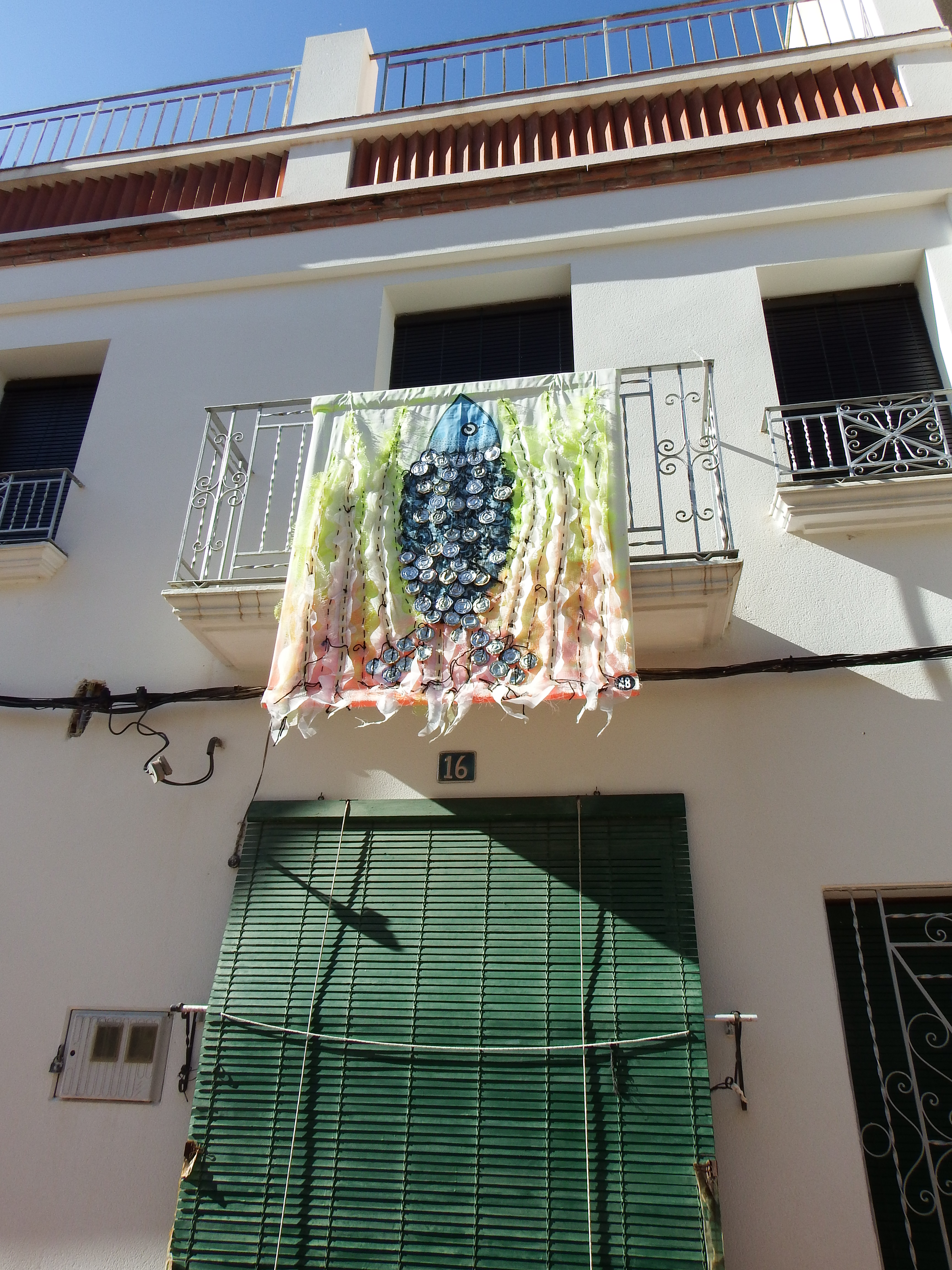
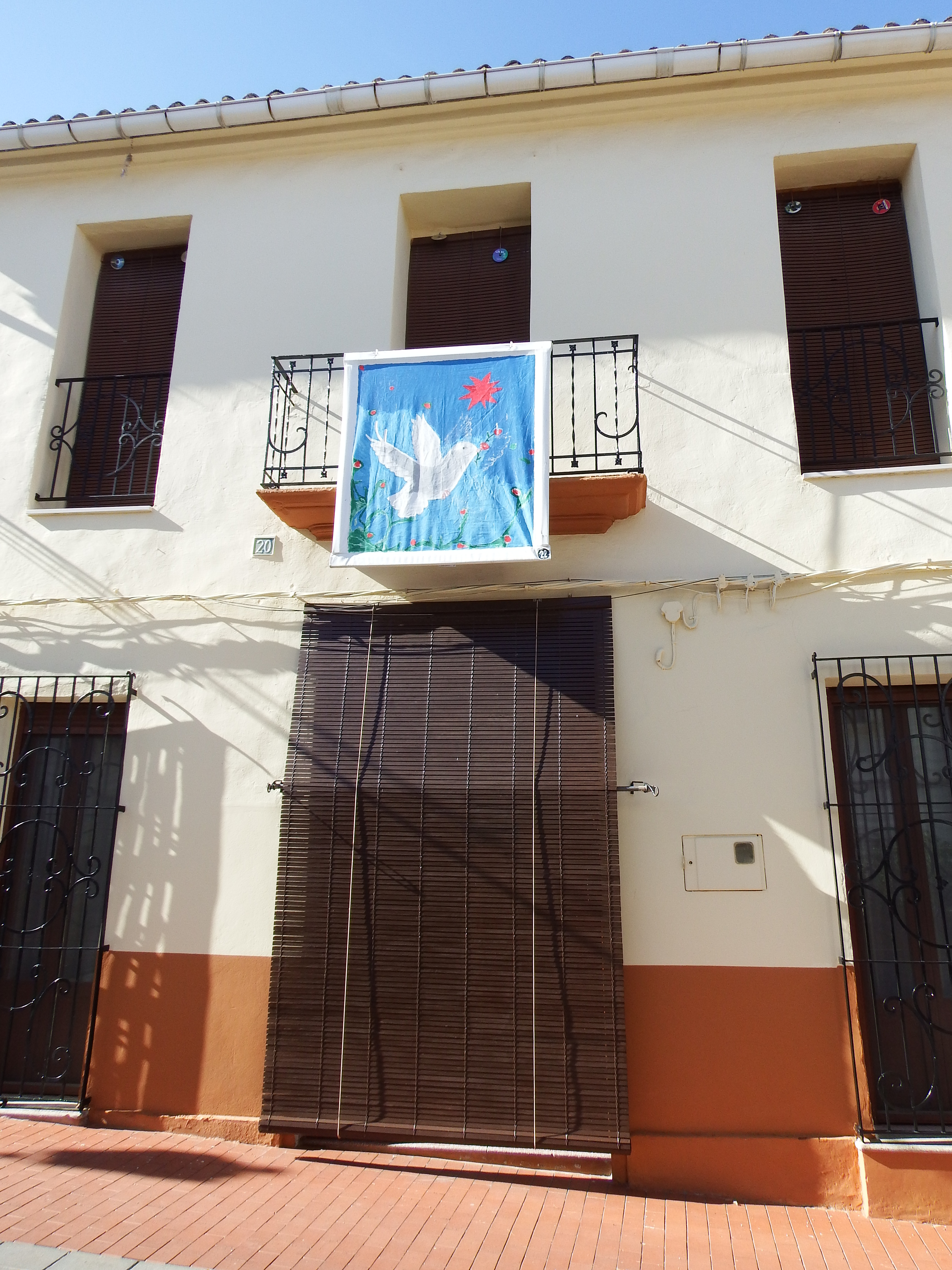
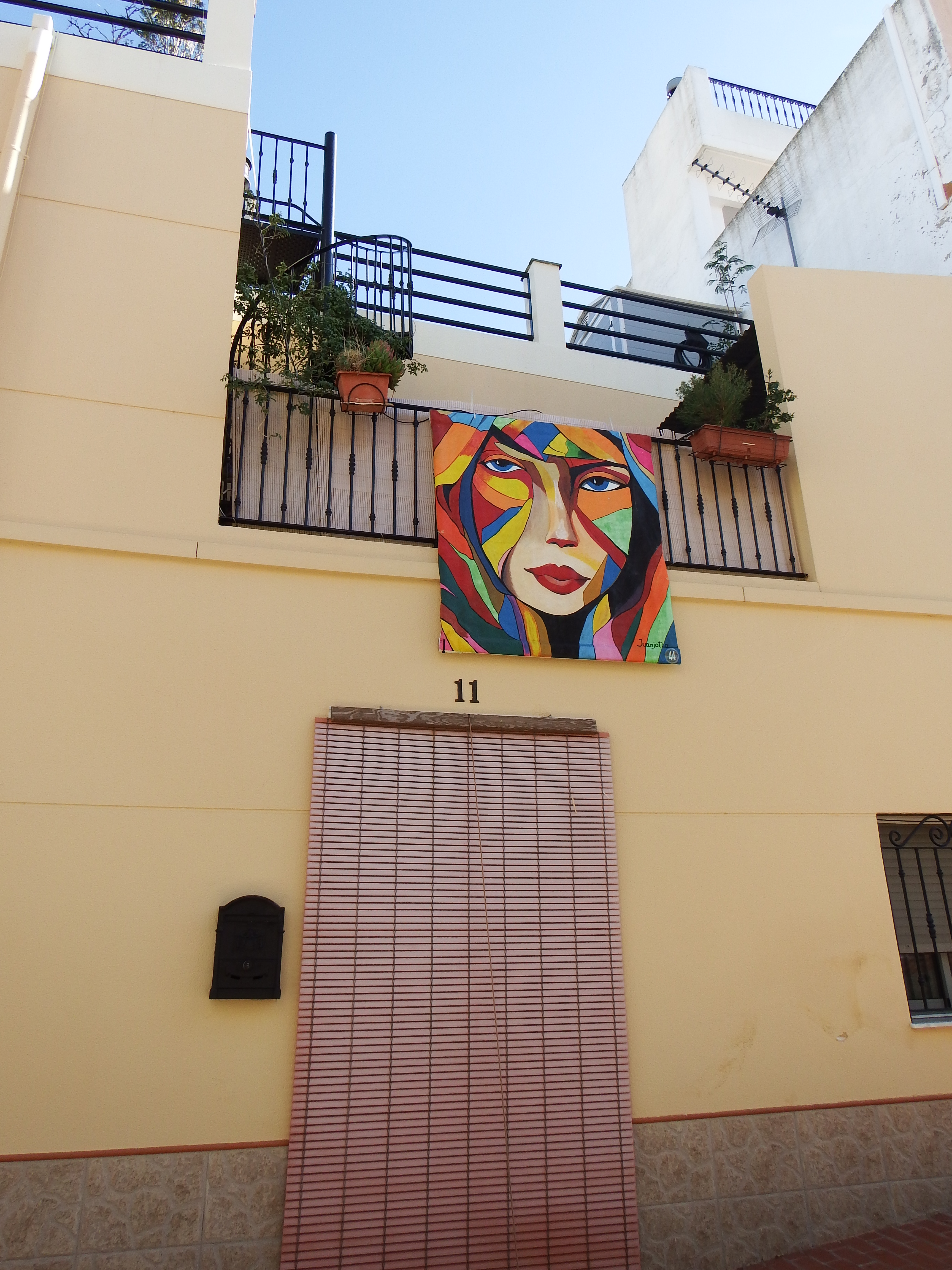

- Visita a los monumentos más destacados de la población como la Iglesia donde está depositada la reliquia de San Blas, famosa por ayudar a los males de garganta (el dicho popular en valenciano dice: “Sant Blai gloriós, emporta’t la tós”).  [9]

- Típica feria con atracciones de diversos tipos, autos de choque, saltamontes o el escorpión.  [9]
- Propuestas gastronómicas típicas de la localidad en  la que destaca la gran “buñolada” en la que se ofrecen buñuelos de calabaza típicos de Potríes.  [9]

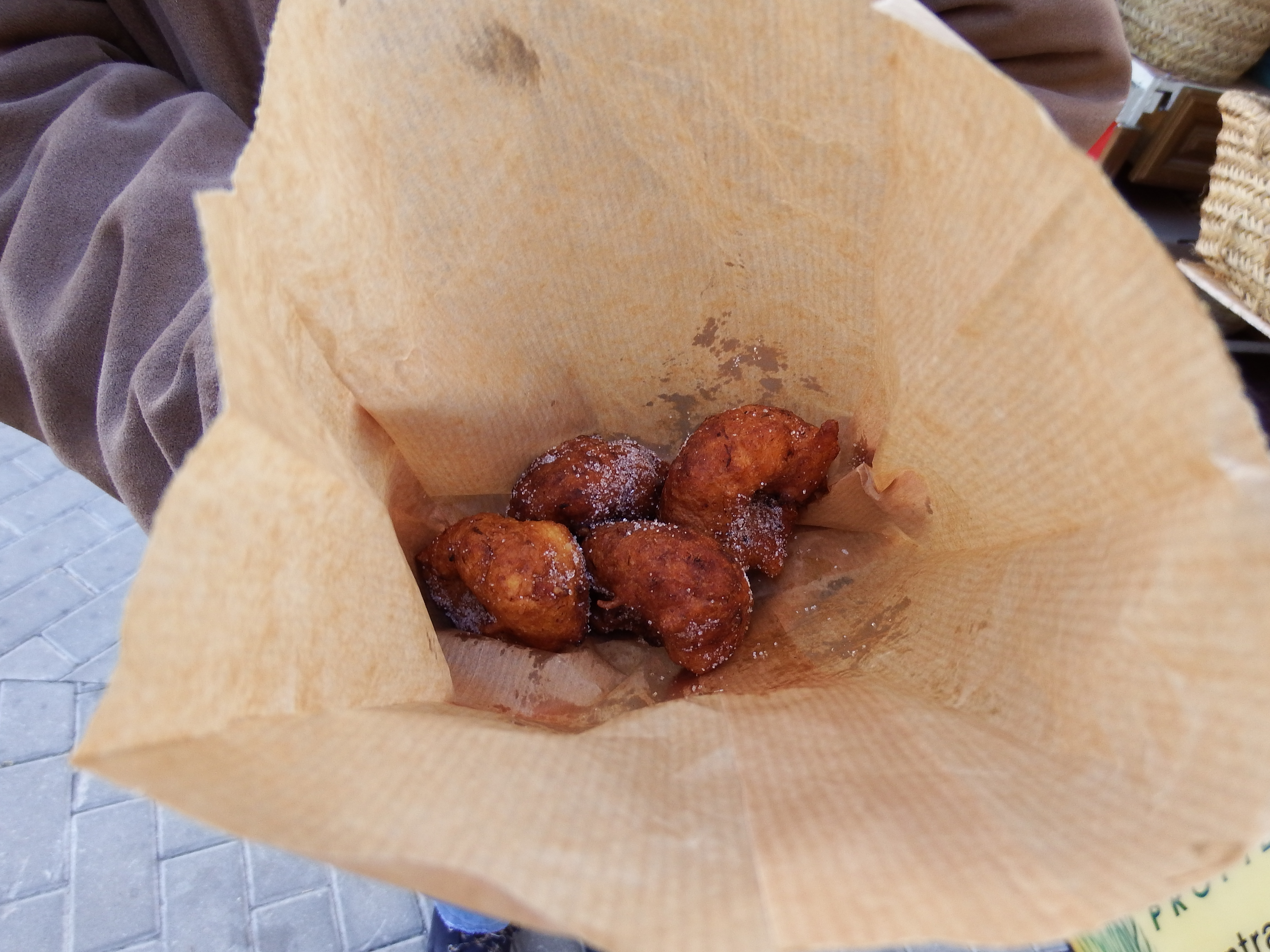
Buñuelos de calabaza
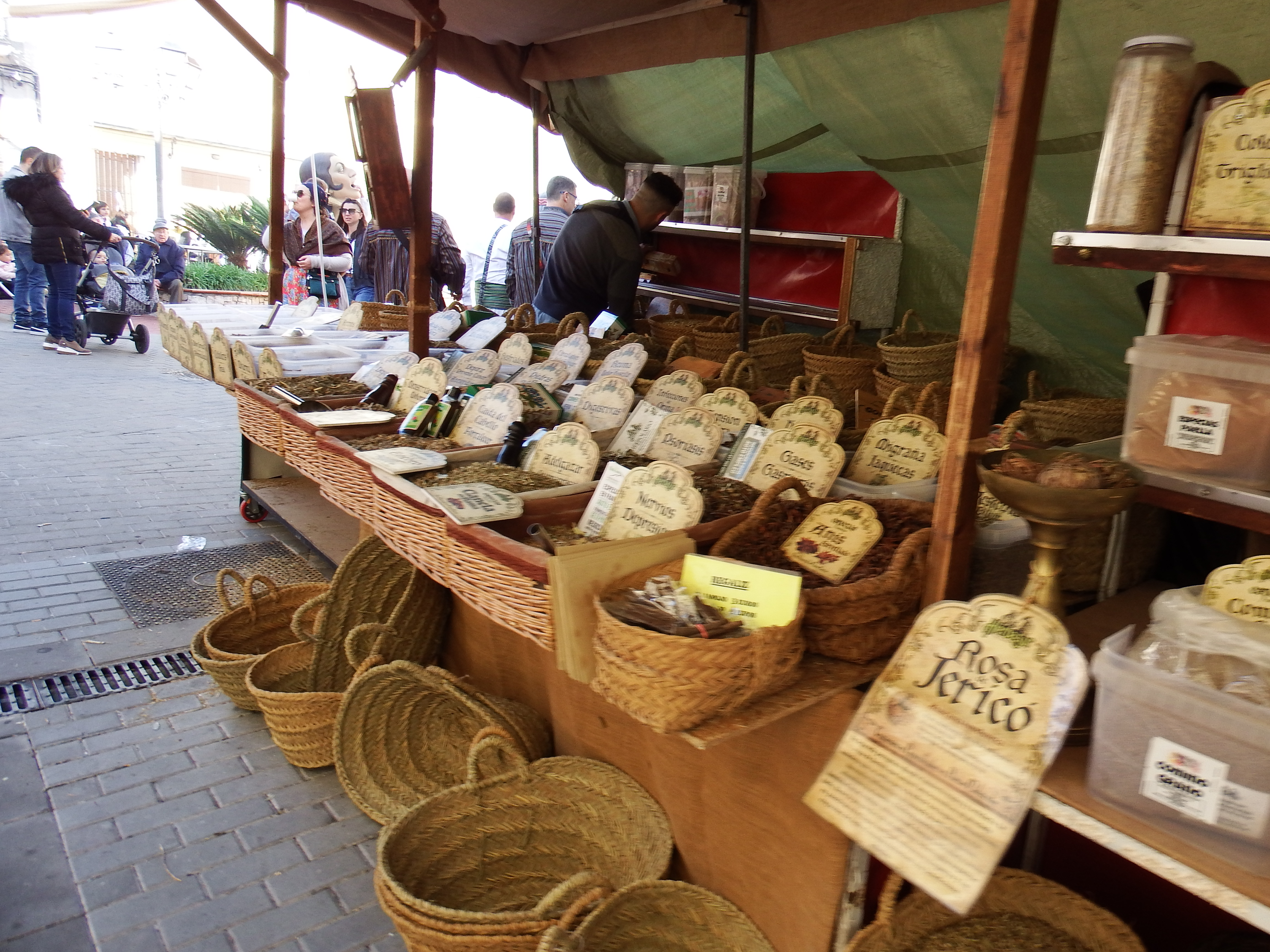
Herboristería
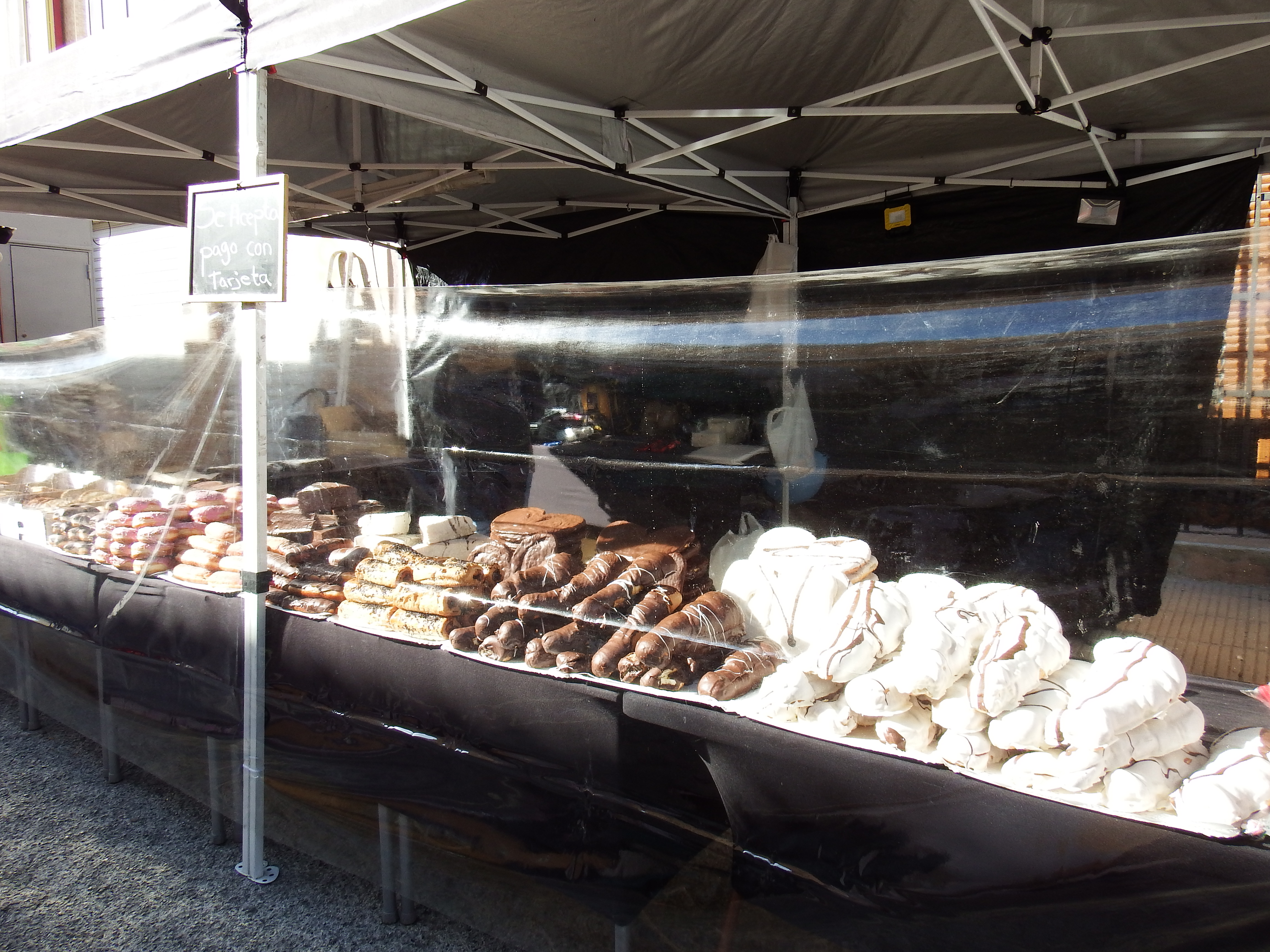
dulces diversos
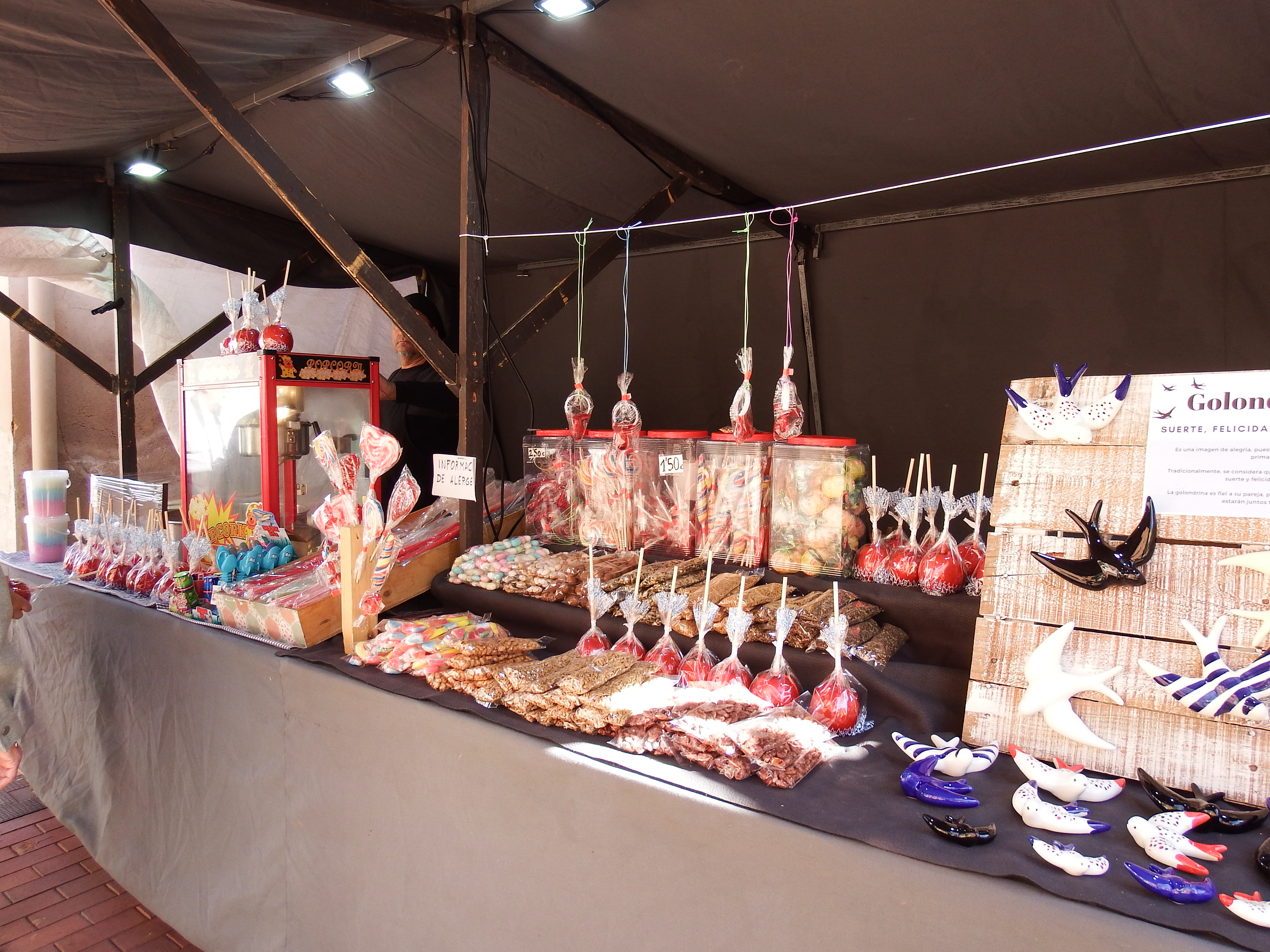
Chucherías

Además, cada año el consistorio elige una temática para la fiesta que sirve de eje sobre el cual desarrollar toda la festividad. 
En torno al tema escogido se montan exposiciones, se hacen visitas guiadas, a veces dramatizadas, o los diferentes especialistas más competentes en cada área y procedentes de las diferentes instituciones de investigación valencianas imparten conferencias. 
También hay una extensa agenda festiva y cultural para los más pequeños de la localidad, en lo que se conoce como «semana escolar» que se realiza la semana previa a la celebración de los grandes actos de la fiesta en sí. En esta semana participan escolares y maestros y tanto de Potríes como de localidades vecinas.  
Otro hecho que destaca como propio del porrat de Sant Blai, de Potries es el interés de integrar y promocionar tanto los productos artesanales de proximidad como los artistas y figuras valencianas más relevantes. Dentro de esta corriente situamos las ganas de promocionar la música en valenciano de diferentes estilos, convirtiéndose en un referente para el fomento y la difusión de la música y los grupos que cantan en nuestra lengua. 
  

Así, durante las fiestas se saca el gigante Boamit, único gigante de Potries (que también desfila para la fiesta del Corpus). El gigante es de manofactura moiderna, ya que es el resultado de un encargo del Ayuntamiento de la localidad al taller artesano local de Frederic Romaguera. El gigante Boamit, trata de conectar con el pasado islámico de Potries, evocando a una familia morisca dedicada al cultivo de la caña de azúcar. 
- Cabezudos de Ador

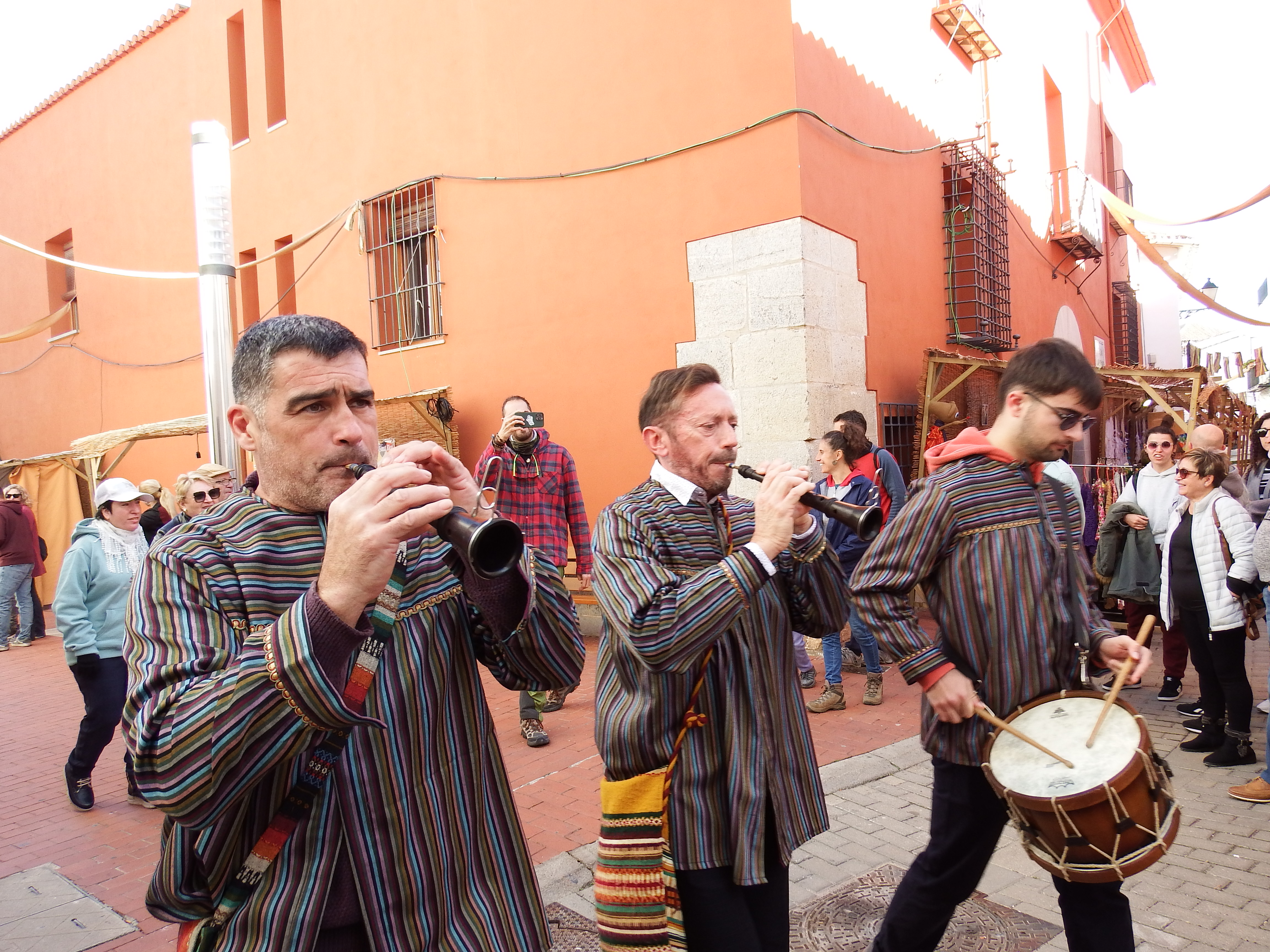
Tabalets y dulzainas
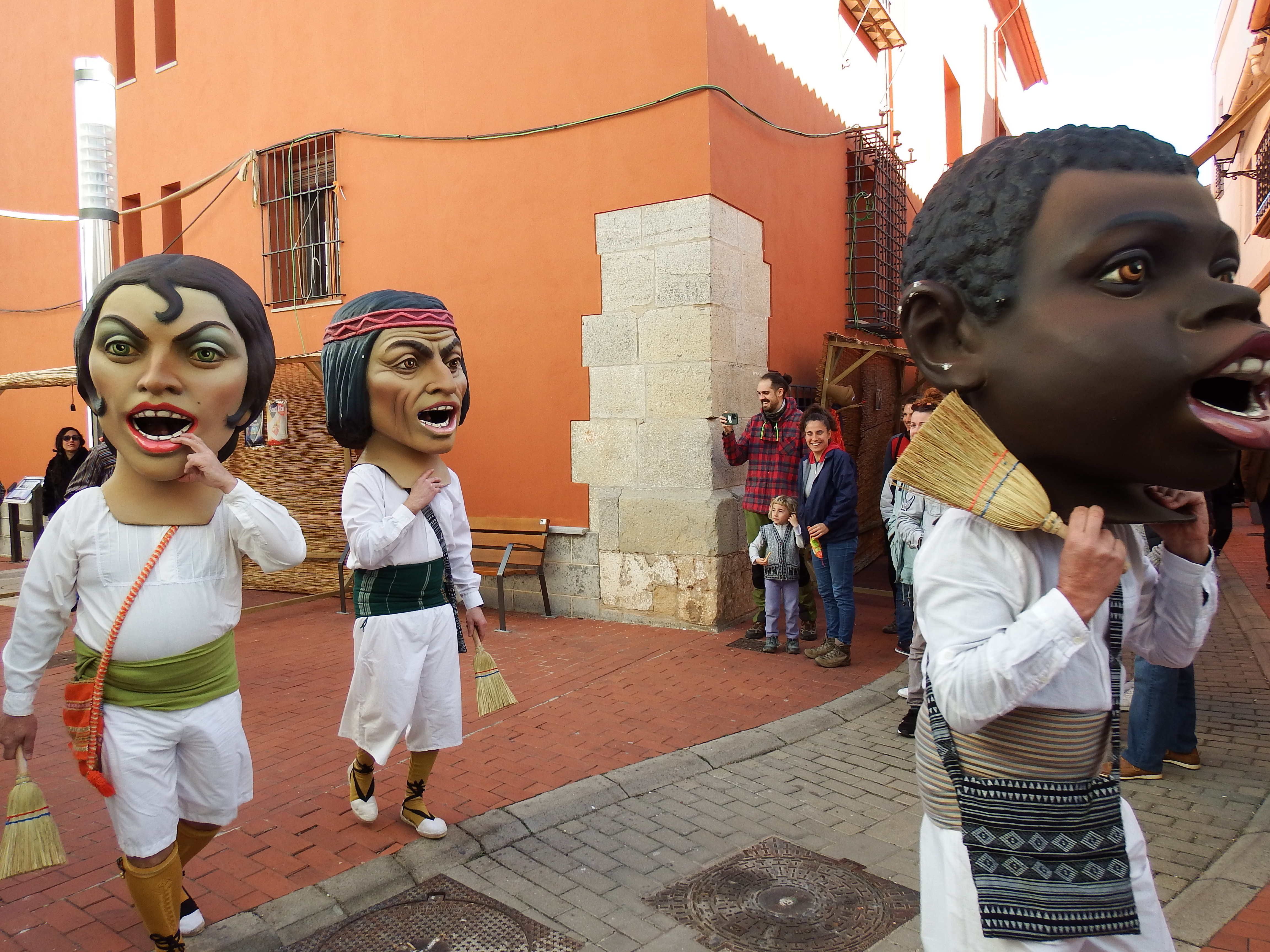
Colla de Cabezudos de Ador
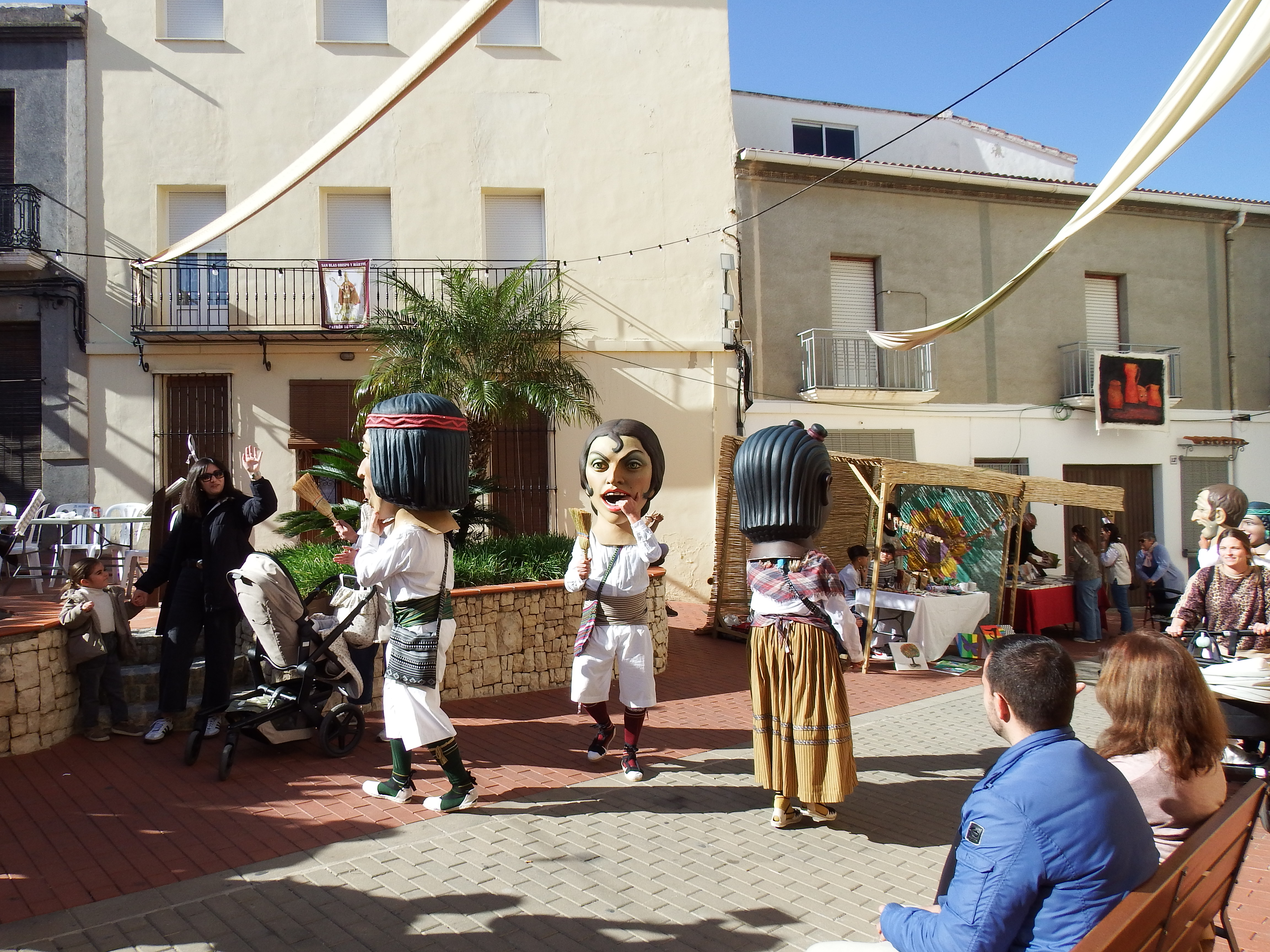
Bailes frente a la iglesia